# NGC 1409
NGC 1409(tên gọi khác: PGC 13553, MCG 0-10-11, UGC 2821, ZWG 391,28, KCPG 93A, VV 729, 3ZW 55, NPM1G -01.0133) là một thiên hà xoắn ốc trung gian nằm trong chòm sao Kim Ngưu cách Ngân Hà khoảng 353 triệu năm ánh sáng. Nó được phát hiện bởi nhà thiên văn học người Anh gốc Đức William Herschel vào ngày 6 tháng 1 năm 1785.
NGC 1409 là một thiên hà thuộc nhóm thiên hà Seyfert (tên tiếng Pháp:Galaxie de Seyfert) nên có lõi cực kì sáng, vô cùng nhỏ gọn và có độ sáng bề mặt rất cao.

## Tương tác giữa thiên hà NGC 1409 và NGC 1410

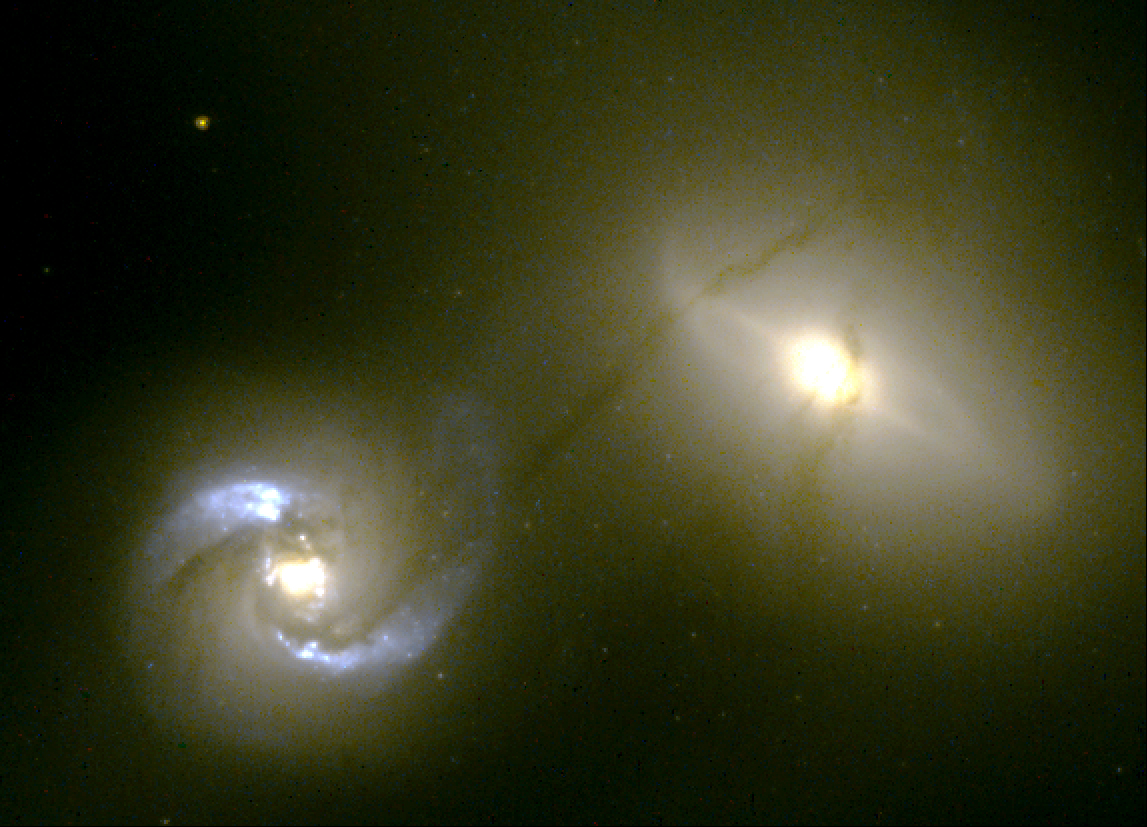
Sự tương tác giữa NGC 1409 và NGC 1410 qua kính viễn vọng không gian Hubble

Nằm cạnh thiên hà NGC 1409 là thiên hà NGC 1410. Giữa chúng có sự tương tác với nhau, cụ thể là qua hình ảnh chụp hai thiên hà này qua kính viễn vọng không gian Hubble, ta thấy được rằng có một dải tối nối hai thiên hà này lại với nhau. Đó là "chiếc cầu" bằng khí gas và bụi dài hơn 20000 năm ánh sáng. Khối lượng bụi của chiếc cầu này gấp 2*106 lần khối lượng mặt trời, còn lượng khí thì gấp 3*108. Mỗi năm, khối lượng vật chất từ thiên hà NGC 1410 di chuyển đến thiên hà NGC 1409 được ước tính là khoảng tương đương với khối lượng mặt trời.
Các nhà khoa học ngạc nhiên rằng sự vận chuyển vật chất đến thiên hà NGC 1409 lại không tạo ra các vùng hình thành sao mới bên trong nó. Điều này đã khiến họ tin rằng các chất khí của nó quá nóng để có thể làm được điều này.

## Dữ liệu hiện tại
Theo như quan sát, đây là thiên hà thuộc chòm sao Kim Ngưu. Và dưới đây là một số dữ liệu khác:
Xích kinh 03h 41m 10,4s
Độ nghiêng -01 ° 18 '09 "
Kích thước hiển thị 1.0 ' × 0.8 '
Loại thiên hà SAB(rs)b
Redshift +0.025851 ± 0,000133
Vị trí góc 130 °
Độ sáng bề mặt 13,3mag/2
Vận tốc xuyên tâm (Tốc độ xuyên tâm) 7.750 ± 40 km / s
Khoảng cách 35.1 ± 8.4 kpc 108,2 ± 8,0 Mcf

## Bài viết liên quan
Liste des objets du NGC